# Urbrenz
Die Urbrenz war der Hauptfluss eines prähistorischen Flusssystems und lief etwa südwärts zur Donau, im Unterlauf ungefähr auf der Trasse der heutigen Brenz. Das Einzugsgebiet der Urbrenz umfasste große Teile der heutigen oberen Einzugsgebiete der Flüsse Rems, Kocher und Jagst, die alle zum Neckar entwässern, die letzten beiden zunächst ungefähr in Gegenrichtung zur Urbrenz.

## Forschungsstand

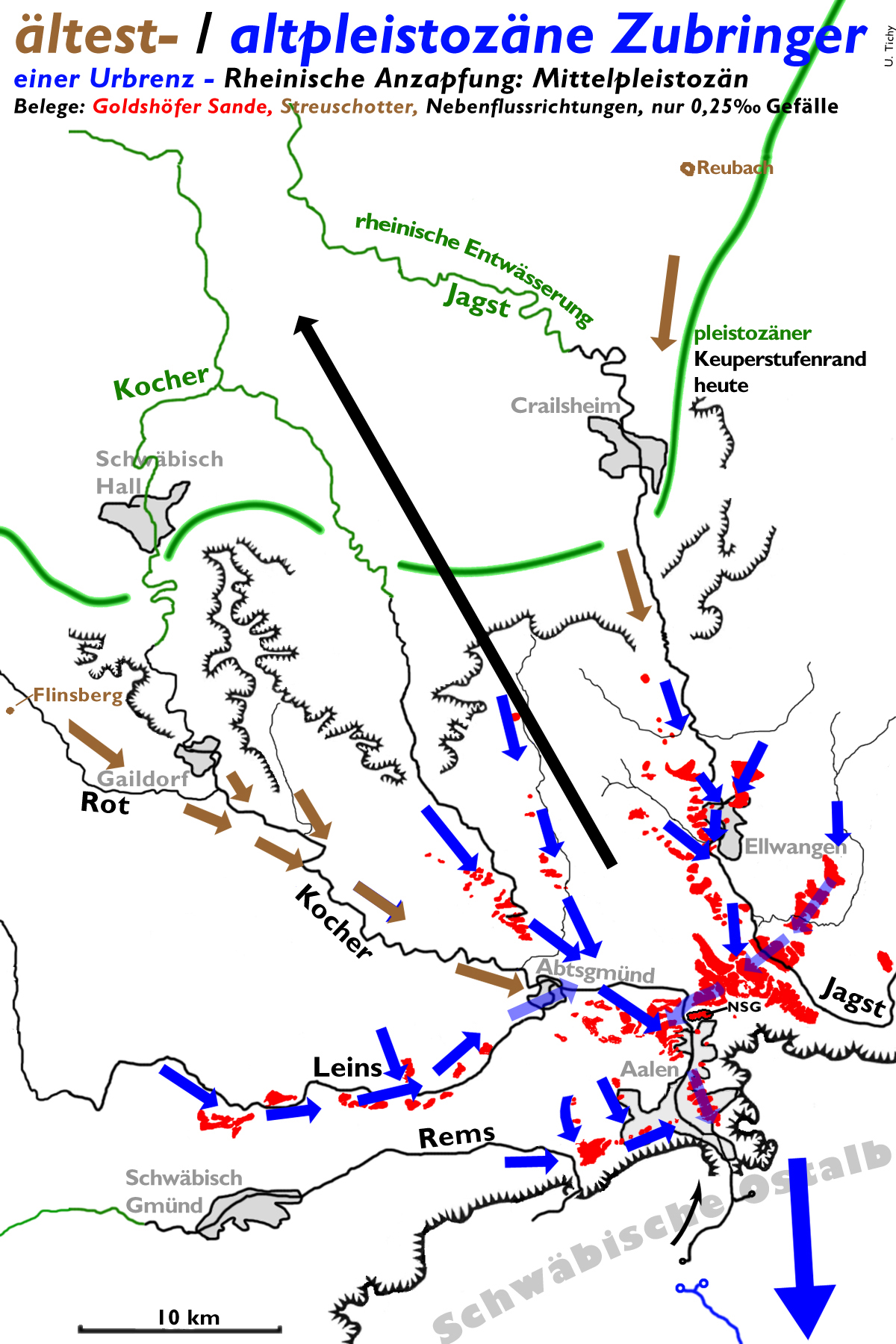
Danubische Urbrenz (Pleistozän): Goldshöfer Sande und Keuperfeuersteine als Belege

Die Existenz einer großen Urbrenz oder mehrerer großer Wildflüsse nördlich der Schwäbischen Alb gilt durch das relativ ungestörte Vorkommen fluviatiler Goldshöfer Sande an zahlreichen Lokalitäten als erwiesen – überwiegend liegen sie in den östlichen Schwäbisch-Fränkischen Waldbergen, auf der Frickenhofer Höhe und bei Aalen. Die ab der heutigen Keuperrandstufe aufwärts abgelagerten Reste von Goldshöfer Sanden wurden von altpleistozänen, zur Donau entwässernden Zubringern der Urbrenz transportiert und abgelagert. Die materialtypische Beschaffenheit der Sande lockte zum großtechnischen Tagebau, der auch heute noch stattfindet. Auch um ein Geoarchiv zugänglich zu halten, wurden 2001 ein großes Wald- und Wiesenareal und mehrere flächige Naturdenkmale unter gesetzlichen Schutz gestellt. Der Name Goldshöfer Sande bezieht sich auf die Typlokalität Goldshöfe ⊙, die wichtigste und größte zusammenhängende Talverfüllung der Urbrenz vor dem Durchbruch durch die Aalener Pforte des Albtraufs. Dort werden Ablagerungsmächtigkeiten bis zu 20 m erreicht. Unter dieser Namenskategorie werden gleiche und ähnliche Sand- und Geröllvorkommen der „rheinischen“ Flüsse Jagst und Kocher und ihrer Tributare heute nicht mehr geführt.
Inzwischen ist auch durch Keuper-Feuerstein-Funde belegt, dass Urbrenz-Zubringer schon weit entfernt im Hohenlohischen und in den westlichen Schwäbisch-Fränkischen Waldbergen begannen.
Eine Fundstelle auf der Oberjura-Hochfläche der Schwäbischen Ostalb („Ochsenberg Schotter“ ⊙, ca. 100 m oberhalb von Königsbronn) belegt sogar Zubringer einer alttertiären Urbrenz.

## Abgrenzung von danubischen und rheinischen Flüssen
Von Rhein und Neckar her drangen Ur-Kocher und Ur-Jagst durch rückschreitende Erosion vor. Sie erodierten ihre Einzugsgebiete und verlegten einen Teil der älteren Keuperrandstufe, also der Schichtstufe des Keupers im Südwestdeutschen Schichtstufenland, die im Tertiär vor etwa 10 Millionen Jahren noch etwa auf der Linie Künzelsau–Weikersheim lag, nach Süden. Die rheinischen Flüsse zogen immer weitere Bereiche des zuvor zur Donau entwässernden Flusssystems an sich. Sie durchbrachen schließlich auch die pleistozäne Keuperrandstufe und griffen alsbald auch die mit sehr geringem Gefälle breit und träge fließenden danubischen Urbrenz-Zubringer an.

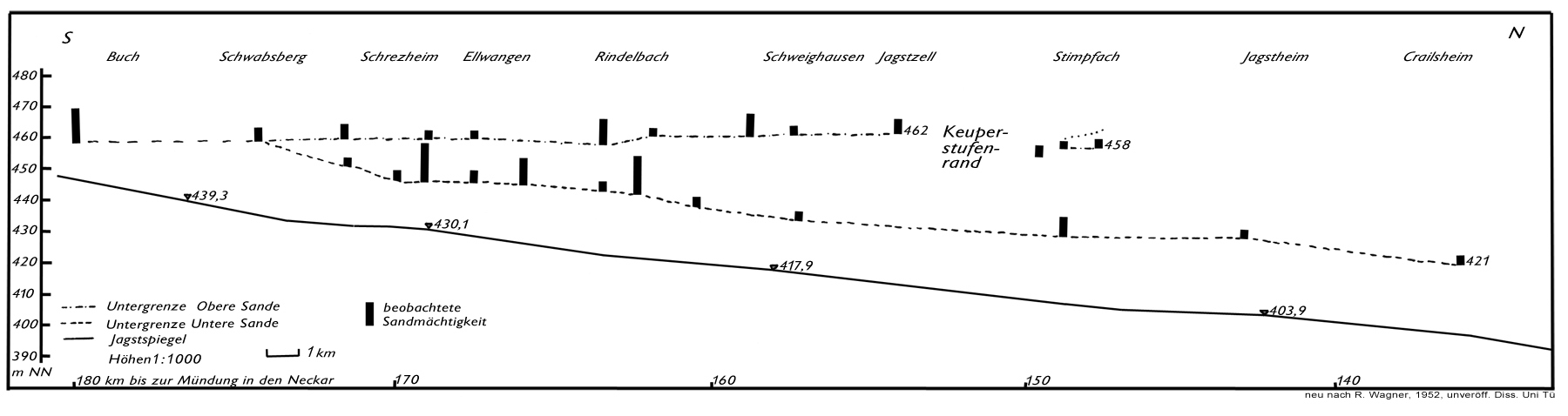
Extrem geringes Gefälle von Sanden auf Höhenterrassen der Jagst. Danubische Entwässerung nach links, rheinische nach rechts.

Beiderseits der tief in die flache Landschaft eingegrabenen, nach Norden fließenden rheinischen Flüsse Kocher und Jagst haben sich einige Flussterrassen erhalten (Sand- und Schotterterrassen). Zahlreiche Höhenbestimmungen von Flussterrassen entlang der Jagst ergaben für den Teil der danubischen Höhenterrassen nur 5 m Gefälle auf einer Distanz von ca. 20 km, wohingegen die von der rheinischen Jagst und ihren Vorläufern gebildeten Hauptterrassen ein Gefälle von 27 m zeigten.

## Goldshöfer Sande und Keuperfeuersteine

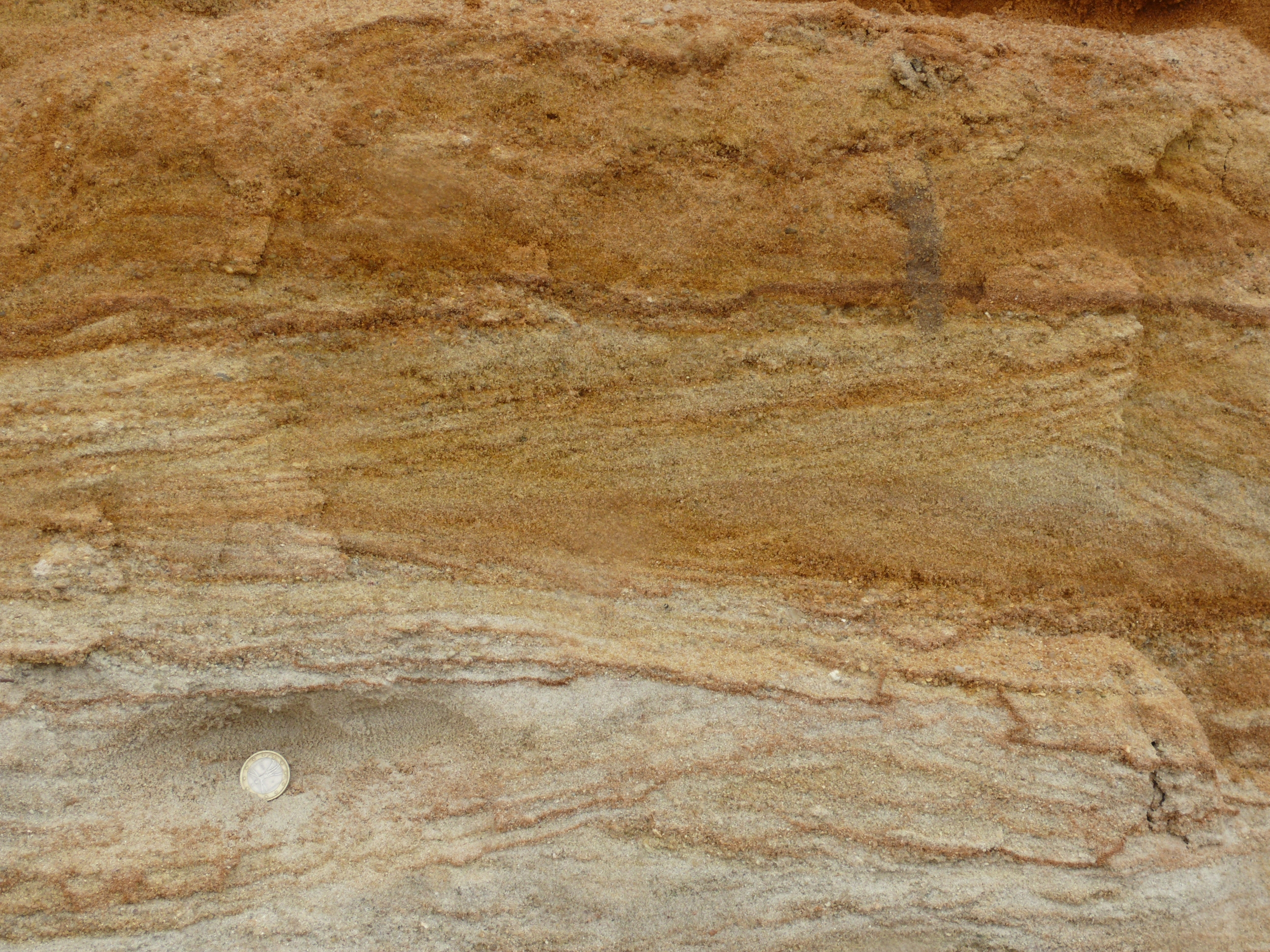
Goldshöfer Sande westlich der Jagst bei Jagstzell-Dietrichsweiler (Ellwanger Berge)

### Die Goldshöfer Sande
„Als Goldshöfer Sande“ – die Benennung folgt dem Namen des Weilers Goldshöfe, wo die Typlokalität liegt, 2,5 km östlich von Hüttlingen – „werden diejenigen Sand- und Schotterreste im Einzugsbereich von Kocher und Jagst bezeichnet, die, heute meist in Reliefumkehr auf den Höhen liegend, ein ältestpleistozänes Gewässernetz dokumentieren, dessen Adern radial der Albpforte bei Aalen zuströmten und durch die Alb zur Donau flossen.“ (Zeese 1972), S. 48. Die Goldshöfer Sande sind ein Verwitterungs- und Erosionsprodukt der danubischen Zubringer, welche aufgrund der Verengung von einigen km auf wenige hundert Meter und aufgrund der massiven Verminderung ihrer noch verbliebenen danubischen Entwässerungsgebiete zustande kamen. Ursprünglich wurden nur die im engen Kastental des Albtrauf-Durchbruchs liegenden Terrassensande zweifelsfrei als Beleg eines bis ins Hohenlohische reichenden danubischen Entwässerungssystems betrachtet. Als 1959 durch eine niedergebrachte Bohrung am Seegartenhof (zwischen den Quellen von Schwarzem Kocher und Brenztopf) verifiziert werden konnte, dass die Erosionssohle mit ≥ 456,5 m ü. NN wesentlich tiefer liegt als bis dahin angenommen, konnten die Sande und Gerölle bis zum Rand der Keuperrandstufe schlüssig einer Urbrenz zugeordnet werden. Die Zubringer flossen mit geringem, aber gerade noch ausreichendem Gefälle (0,25 ‰) auf die Alb, weil die Felsauflagerungsfläche im Norden ausreichend höher war.
Alle von ihrer Beschaffenheit her durchaus ähnlichen Sande und Kiese, deren Höhen aber den rheinischen Flüssen Kocher und Jagst folgen, gelten als nur erneut umgelagert und sind den Goldshöfer Sanden nicht mehr zugehörig (Vergleiche hier auf der Graphik die Kennzeichnungen Goldshöfer Sande und die blauen Pfeile). Weitere Goldshöfer Sande, z. B. um Adelmannsfelden, liegen auf Kuppen bis 492 m ü. NN. Bei diesen Höhen geht man von einer Terrassierung der Akkumulationskörper aus.

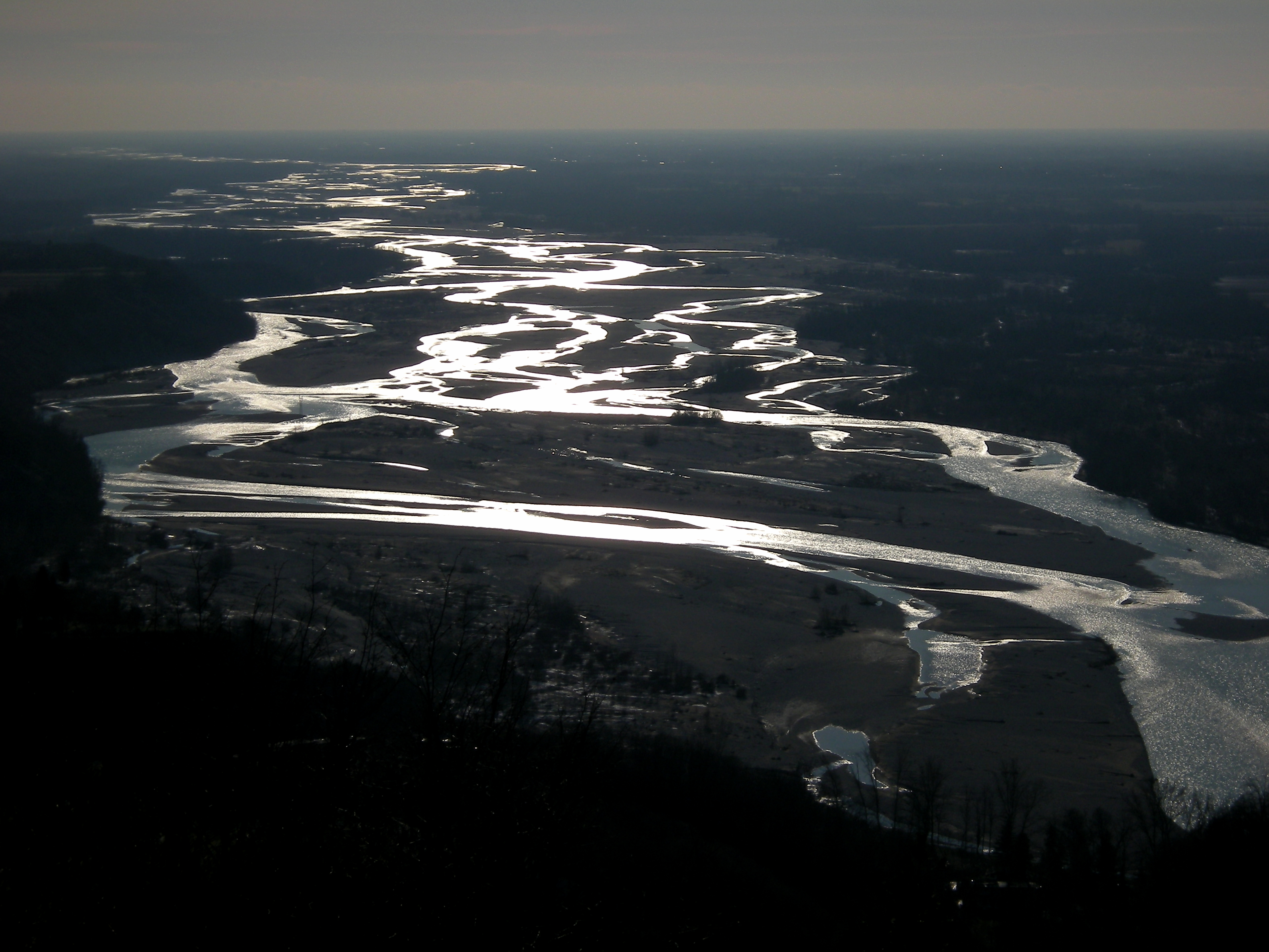
Letzter im Mittelteil noch unregulierter Fluss Tagliamento in Mitteleuropa (italienische Südalpen). Sehr breit, sehr geringes Gefälle (keine Tiefenerosion), ständig veränderte Rinnen

### Beschaffenheit der Goldshöfer Sande

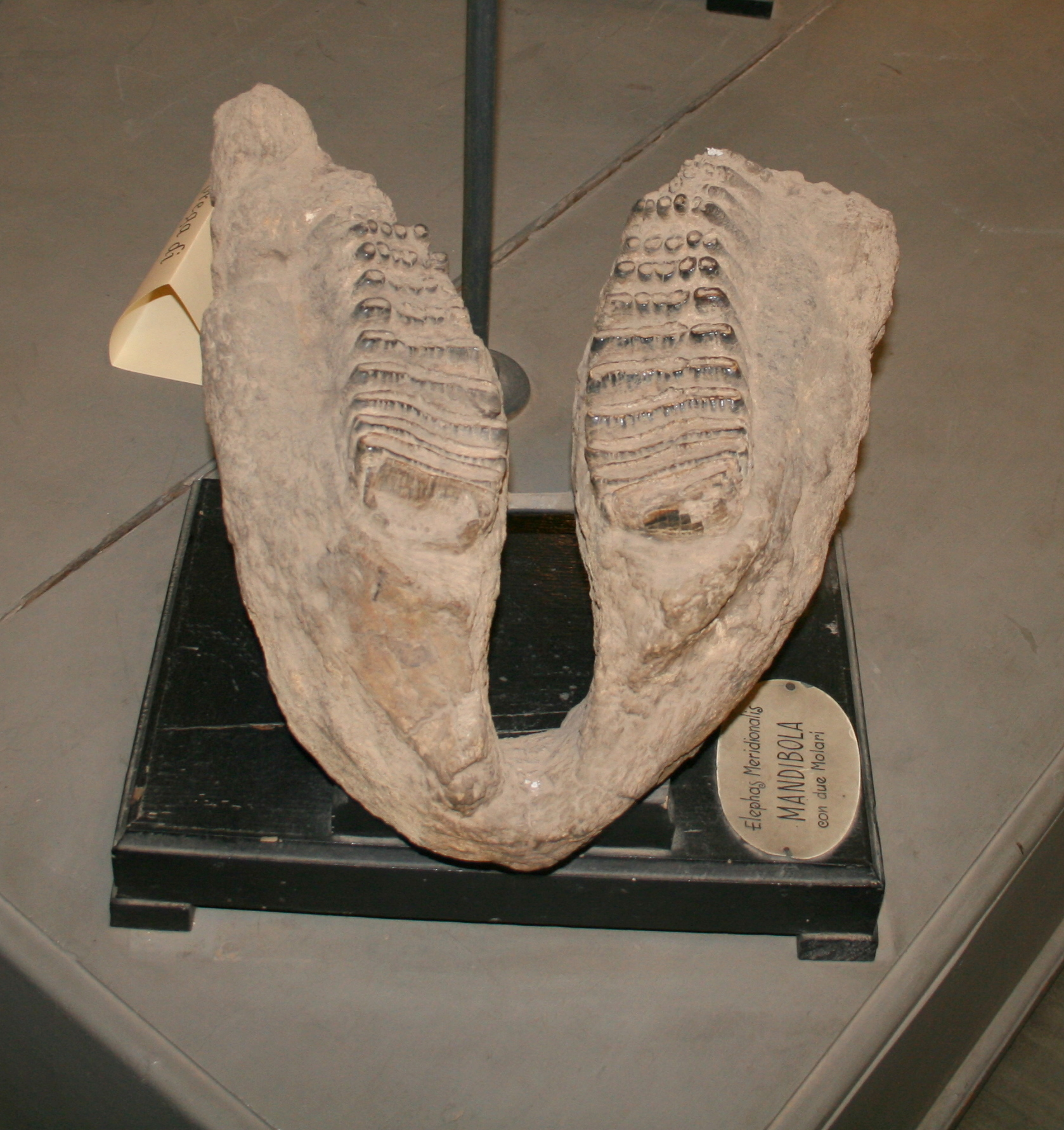
Goldshöfer Sande Fossil: Unterkiefergebiß Elephas meridionalis NESTI. K.D. Adam, 1953 (Foto aus italienischem Museum). Vgl. auch Pariser Skelett Mammut meridionalis

Die überwiegend aus Keuperschichten herrührenden, mehrfach umgelagerten Goldshöfer Sande erscheinen heute als ein Vorkommen entkalkter, gelblich- bis rostbrauner, nicht verfestigter, oft mittel-, aber partienweise auch grob- und feinkörniger Sande (vgl. Korngrößen-Klassifikationen). Stellenweise werden größere Kiesnester, eher jedoch zuunterst geringmächtige Geröllschichten mit meist nur schlecht gerundeten oder eckig-plattigen Geröllen beobachtet, sowie limonitische Eisenanreicherungen (Eisenschwarten). „Das Geröllspektrum umfasst Weißjura-Feuersteine, Braun- und Schwarzjura-Sandsteine, Chalcedon, verkieselte Keuper-Sandsteine, Keuper-Quarze und -Feuersteine sowie Gerölle aus dem Stubensandstein. Neben nur wenige cm dicken, feinsandigen Schluffbändern und -linsen kommen gelegentlich auch einige dm bis 1 m dicke Ton- und Schluffhorizonte vor, die als Hochflutablagerungen und Paläo-Bodenbildungen gedeutet werden“.
Die Sedimente zeigen Strukturen eines kilometerbreiten, weit verzweigten Zopfstrom-Flusssystems mit flachen Rinnen und Barren auf, die ständig im Umbau begriffen waren. Im vertikalen Aufbau ist häufig eine Schrägschichtung zu beobachten, die eine südliche und südöstliche Fließrichtung anzeigt. Die Erscheinung von Kryoturbation (Eiskeile, Würgeböden etc.) legen nahe, dass die im Pleistozän häufigen Eis- und Kaltzeiten wiederholt Auftau- und Gefrierungsprozesse bewirkten.
Die Sandvorkommen vor der Albpforte (im „Bürgle“ nördlich von Aalen) liegen 40 m über dem heutigen Kocher. Dort erreichen sie eine Mächtigkeit bis zu 20 m, andernorts erreichen sie zwischen 6 und 10 m.

### Zeitbestimmungen: Goldshöfer Sande, rheinische Anzapfung
„In den ehemaligen Sandgruben östlich Aalen wurden […] Reste einer nicht gerade reichen, aber wegen ihres hohen Alters seltenen Säugetierfauna gefunden, die eine grobe paläontologische Datierung ermöglichen“. (Adam 1953) hat den bedeutendsten Fund eines vollständigen Unterkiefers des Südelefanten Elephas meridionalis NESTI taxiert und dokumentiert. Die Funde der Goldshöfer Sande der unteren Aalener Terrasse „sind damit in die Zeit vor der drittletzten Eiszeit, nach Adam […] in das untere Mosbachium oder die »Ältere Steppenzeit« einzuordnen.“. Von weiterer großen Bedeutung sind auch die Funde zweier Geweihhälften des Breitstirnelchs „Alces latifrons“ sowie zwei Unterkieferäste des zebraähnlichen „Equus süßenbornensis“. „Eine absolute Altersdatierung wurde in den Sanden nie vorgenommen“, ein Beprobung mit der inzwischen etablierten Methode kosmogener Nuklide ist am Beprobungsmaterial der Bohrung gescheitert.
Die rückschreitende Erosion der rheinischen Flüsse Kocher und Jagst ergab nach den verfügbaren Altersstellungen, dass die Aalener Flussanzapfung und damit das Ende der danubischen Erosion des Zopfstrom-Flusssystems vor ungefähr 700–600 ka stattfand.

### Pleistozäne Keuperfeuersteine
Von herausgehobener Bedeutung zur weiteren Bestimmung der Ausdehnung der Urbrenz-Zubringer im Westen sowie nördlich der damaligen und der heutigen Keuperrandstufe sind zwei Keuper-Feuerstein-Funde, nämlich im heutigen Keuperbergland
- die Keuper-Feuersteine auf dem Flinsberg im Mainhardter Wald (535 m ü. NN, 2,3 km nordwestlich von Oberrot, der durch Reliefumkehr entstandene Ausliegerberg liegt im tektonischen Graben „Neckar-Jagst-Furche“). Auf dem Flinsberg liegen teils metergroße Feuersteinblöcke.
- Die Keuperfeuersteine in der in den Kocher mündenden Fichtenberger Rot.

sowie außerhalb
- Die Funde von Keuperfeuersteinen in der Ziegeleigrube S von Reubach (469–465 m ü. NN) auf dem hoch liegenden „Schrozberger Schild“. Diese Keuperfeuersteine sind mehrfache Umlagerungen auf der heute nach Erosion völlig keuperfreien Hohenloher Ebene.

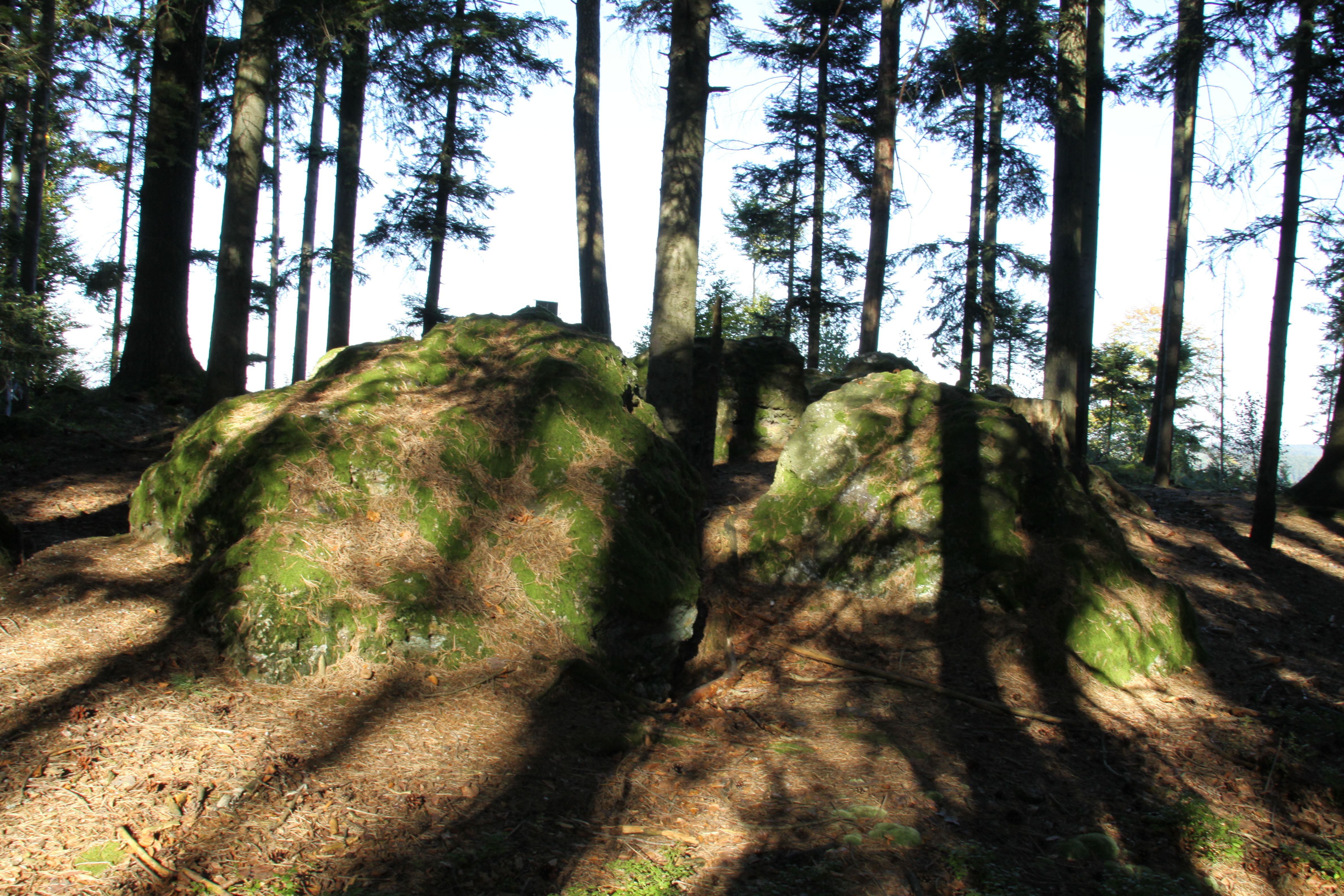
Ausliegerberg Flinsberg bei Oberrot (Mainhardter Wald), Fundort sehr großer Keuperfeuersteine

### Beschaffenheit und Vorkommen der Keuperfeuersteine
Keuperfeuersteine kommen massenhaft auf Sandsteinhochflächen des Oberkeuper der Schwäbisch-Fränkischen Waldberge, dem Knollenmergel und im Stubensandstein vor.

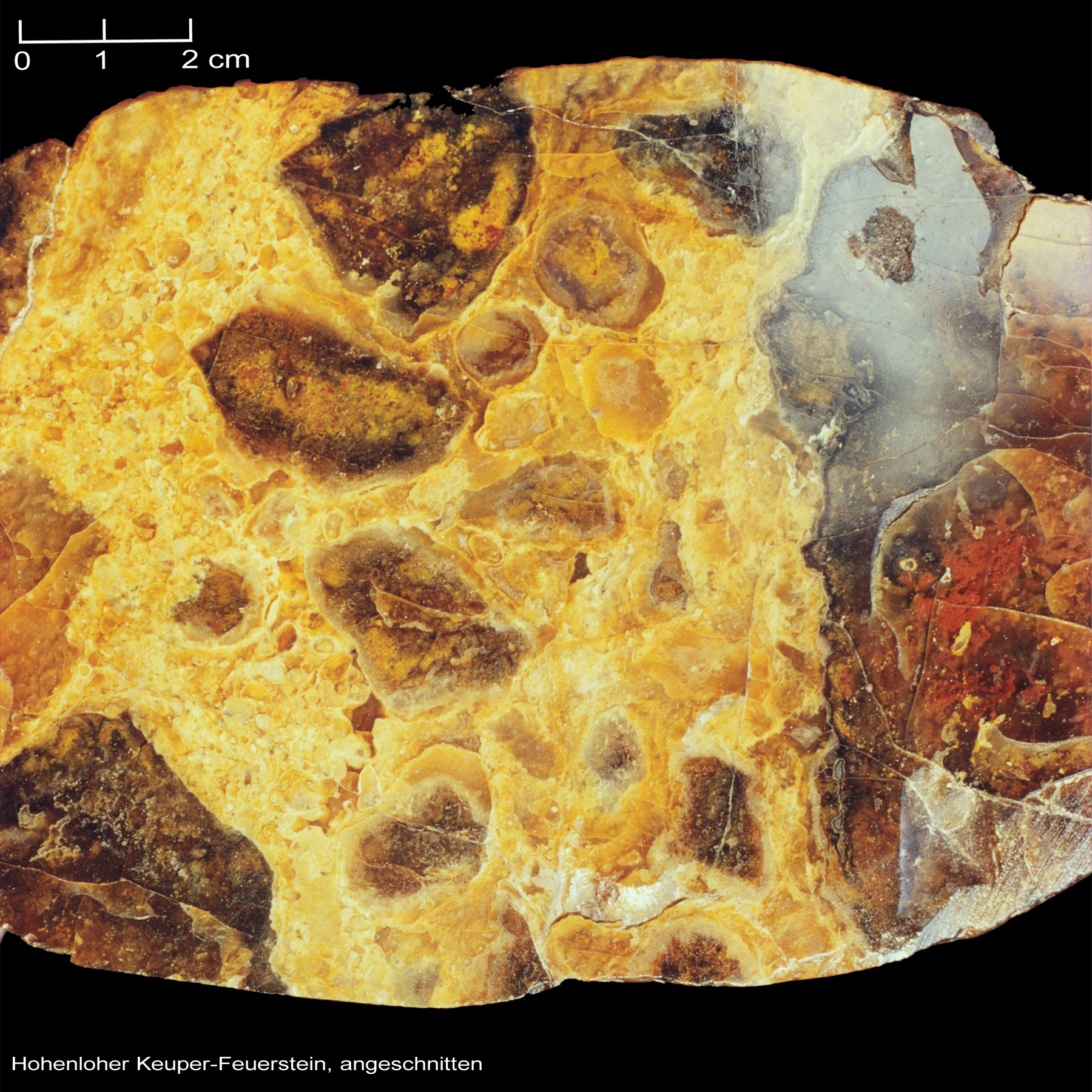
Keuper-Feuerstein, bekannt für besondere Farbvielfalt; angeschnitten, geschliffen, poliert. Fundort: Schuckhof bei Blaufelden (Hohenloher Ebene)

Die hohenlohischen Feuersteine werden wegen ihrer differenzierten Farbigkeit gerne gesammelt oder zu Schmuckstücken verarbeitet, weil sie ein „schönes“ Farbspektrum aufweisen. Das Material ist überwiegend Chalcedon, eine faserige, mikrokristalline Gefügevarietät des Minerals Quarz. Es sind harte, splitterige, verkieselte (SiO2-haltige) Gerölle. Sie sind meist nur kantengerundet und besitzen einen Durchmesser von bis zu 5 cm Größe. Aufgrund ihrer Härte (7 auf Moh’s Härteskala 1–10) sind sie nach langem fluvialen Transport zwar nur noch geringfügig, aber überdurchschnittlich häufig vorhanden und daher gut identifizierbar.

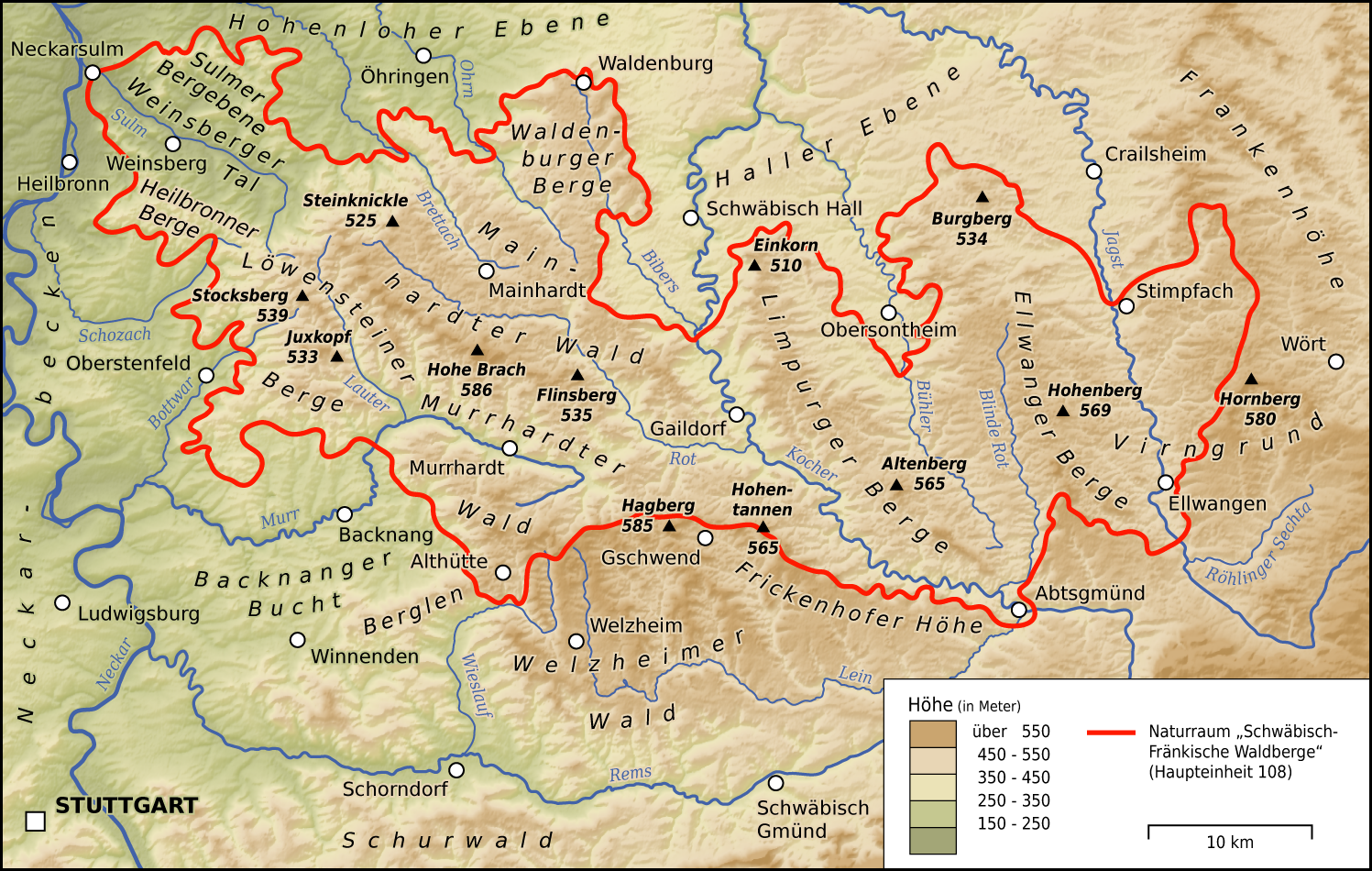
Schwäbisch-Fränkische Waldberge mit Kocher und Jagst, Entwässerungsgebiet danubischer Urbrenz-Zubringer

Im Raum Fichtenberger Rot und Kocher, also im Mainhardter Wald und in den mittleren Schwäbisch-Fränkischen Waldberge, stehen die Schichten des Knollenmergels und des Stubensandsteins noch voll an. Die bedeutendsten Vorkommen von Keuperfeuerstein gibt es um den Flinsberg. In den Eiszeiten des Pleistozäns gelangten kleine Feuersteingerölle des Flinsbergs durch Solifluktion in die Erosionszonen der danubischen Fichtenberger Rot, dann in einen danubischen Kocher und schließlich in Goldshöfer Sande und sogar in Terrassen auf der Schwäbischen Alb.
Über die Forschungen in der Reubacher Grube, die auf der heute völlig keuperfreien Hohenloher Ebene und sogar noch nördlich der pleistozänen Keuperrandstufe liegt, schreibt Simon in (Schüßler et al. 1999), S. 56: „Das Einmessen der Lagerung von plattigen Geröllen ermöglicht die ehemaligen Transportrichtungen der Schotter zu bestimmen. Diese sind nach Südosten, Südwesten und Nordnordwesten gerichtet. Die zweite Richtung repräsentiert die Fließrichtung des Stufenrandflusses, […]“, der entlang dem pleistozänen Keuperstufenrand floss, diesen durchbrach und Feuersteine im Erosionsmaterial eines danubischen Zubringers weiter nach Süden bis zum Albtrauf transportierte.
Nach (Reiff & Simon 1990) sind Keuperfeuersteine
- großflächig in „Streuschuttdecken“ beidseitig der mittleren und unteren Fichtenberger Rot und des Kochers ab Schwäbisch Hall und
- in der Grube Reubach und großflächig in „Feuersteinfluren“ auf der östlichen Hohenloher Ebene

nachgewiesen.
Der Nachweis, dass die Sedimentation von Keuperfeuersteinen in mehreren Zyklen erfolgte, hat auch gezeigt, dass der Einzugsbereich danubischer Zubringer weit über die Funde der Goldshöfer Sande hinaus ausgedehnt gewesen sein musste.

## Wirtschaftliche Verwertung der Goldshöfer Sande als Rohstoff
Die Goldshöfer Sande wurden in den Wasseralfinger (Aalener Teilort) Hüttenwerken als Formsande bzw. wurden und werden heute noch – soweit dies wirtschaftlich ist – als begehrter Baustoff verwendet (NSG 1.245 2001). „Entscheidend für den Einsatz ist der Grad der Aufbereitung: Die Goldshöfer Sande werden z. B. ungewaschen als Kabel- und Maurersand, gewaschen als Zuschlag für Putze und Beton eingesetzt.“ (LGRB 2006) S. 24.

## Schutz gegenwärtiger Landschaft als Geoarchiv der Goldshöfer Sande

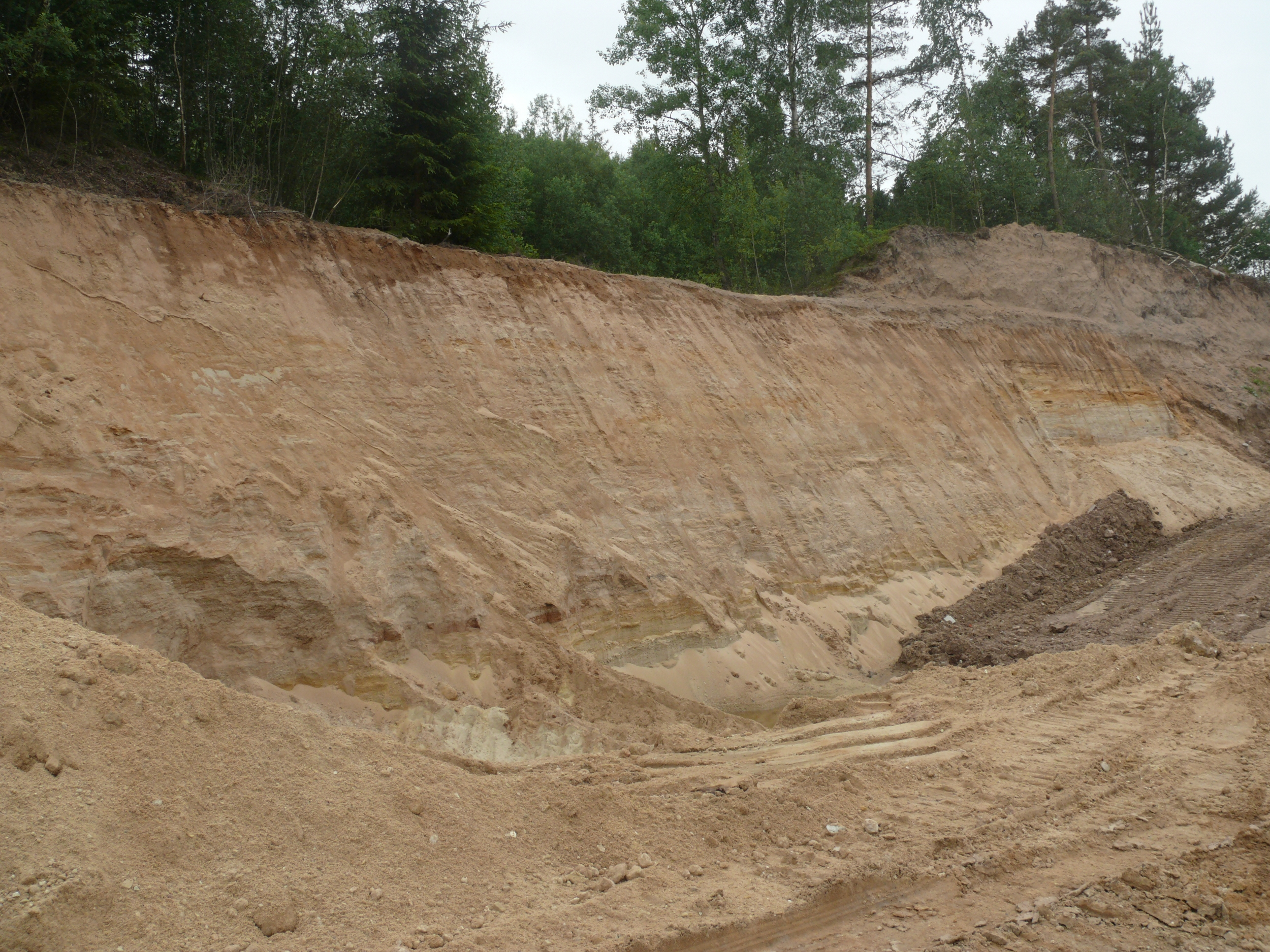
Goldshöfer Sande W Jagst bei Dietrichsweiler (Jagstzell)

Der rege, wirtschaftlich lohnende Tagebau in Goldshöfer Sandgruben und der enorme Siedlungsdruck der Städte mit Überbauung großer Flächen gefährdete eine wenigstens minimale Erhaltung und Zugänglichkeit der unersetzlichen Landschaft über den Sandsedimenten. Das führte schließlich nach mehrjährigen Debatten dazu, dass Flächen unter gesetzlichen Schutz gestellt wurden.
2001 wurde ein Braunjura-Höhenzug zwischen Aalen-Hofen und Hüttlingen im Ostalbkreis, ein 46,5 ha großes Wald- und Wiesenareal, als naturräumliche Untereinheit „102.11 Goldshöfer Terrassenplatten“, sowie mehrere flächige Naturdenkmale unter gesetzlichen Naturschutz gestellt (GBl. vom 23. Februar 2001, S. 130). Unter den Erdschichten des Naturschutzgebietes beiderseits des Kochers befindet sich die größte zusammenhängende Talverfüllung der Typlokalität Goldshöfer Sande (NSG 1.245 2001).

## Beispiele von Sandgruben mit Goldshöfer Sanden
Als Geotope sind u. a. erfasst, aber nicht gesetzlich geschützt (nur „schutzwürdig“):
- Eine aufgelassene Sandgrube östlich von Onatsfeld (Ortsteil von Aalen). In den Kies- und Sandlagen sind limonitische Eisenanreicherungen verbacken. "Neben Schrägschichtungsstrukturen und kryogenen (kaltzeitlichen) Schichtverbiegungen sind auch Anschnitte kleiner Erosionsrinnen zu beobachten." (LGRB 2005), S. 180.
- Aufgelassene Sandgruben bei Buch (Rainau-Schwabsberg), auf etwa 470 m ü. NN. Zwischen Buch und Schwabsberg im Tal der Jagst, südlich von Ellwangen, wurden mehrere Sandgruben aufgegeben und verfüllt oder rekultiviert. Die Schüttungsrichtung entspricht dem Urbrenzlauf. (LGRB, 2005)
- Die Sandgrube der Fa. Fuchs, W von Dietrichsweiler (zwischen Jagstzell und Ellwangen), auf etwa 470 m ü. NN, im Betrieb seit 1996, diskordant auf unterem Stubensandstein im Mittelkeuper liegend. Die Mächtigkeit beträgt 7–9 m, zum Rand hin 5–6 m. Die Sedimente werden von einem bis zu 0,4 m mächtigen Schluff-/Tonhorizont geteilt, der interessante Kryoturbationserscheinungen zeigt. "Die Sande sind weißlich, weißgrau, gelblichbraun und Lagenweise rostbraun, dort auch durch erhöhte Eisen- und Mangananreicherungen verfestigt." Die unteren Schichten sind deutlich schräg geschichtet. (LGRB, 2005), S. 239f
- Sandgrube südlich von Dietrichsweiler. In dieser Sandgrube fallen insbesondere postsedimentäre Faltenstrukturen sowie taschenartige Schichtverbiegungen infolge abgesunkener Tonbrocken auf. (LGRB, 2005)

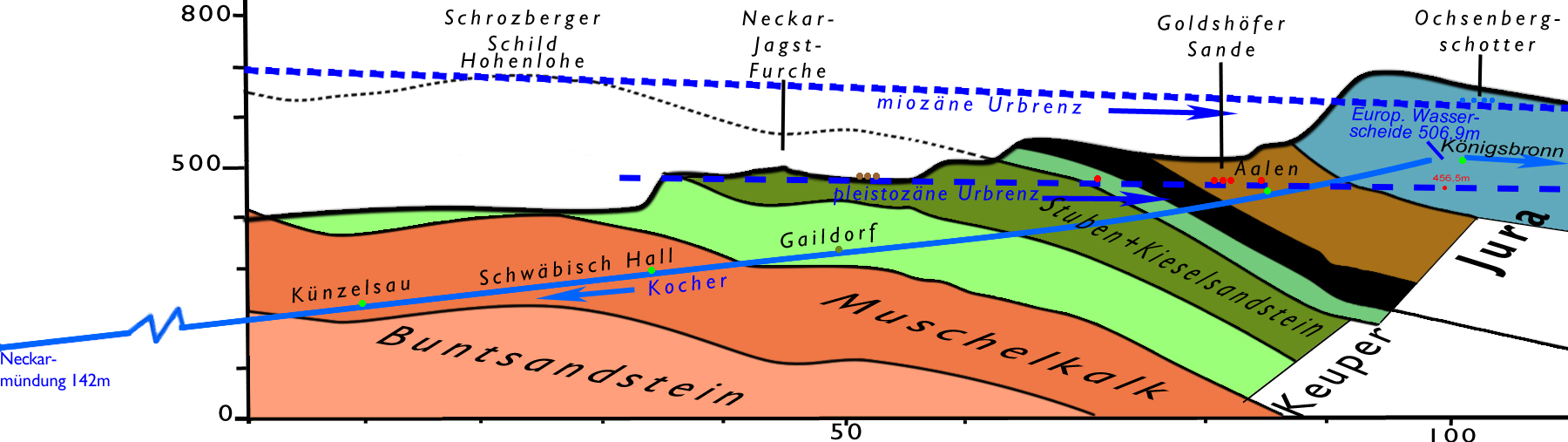
Schichtstufen-Schnitt mit (Ur-)Brenz. Rheinischer Kocher mit großem-, Urbrenz (Miozän + Pleistozän) mit sehr geringem Gefälle

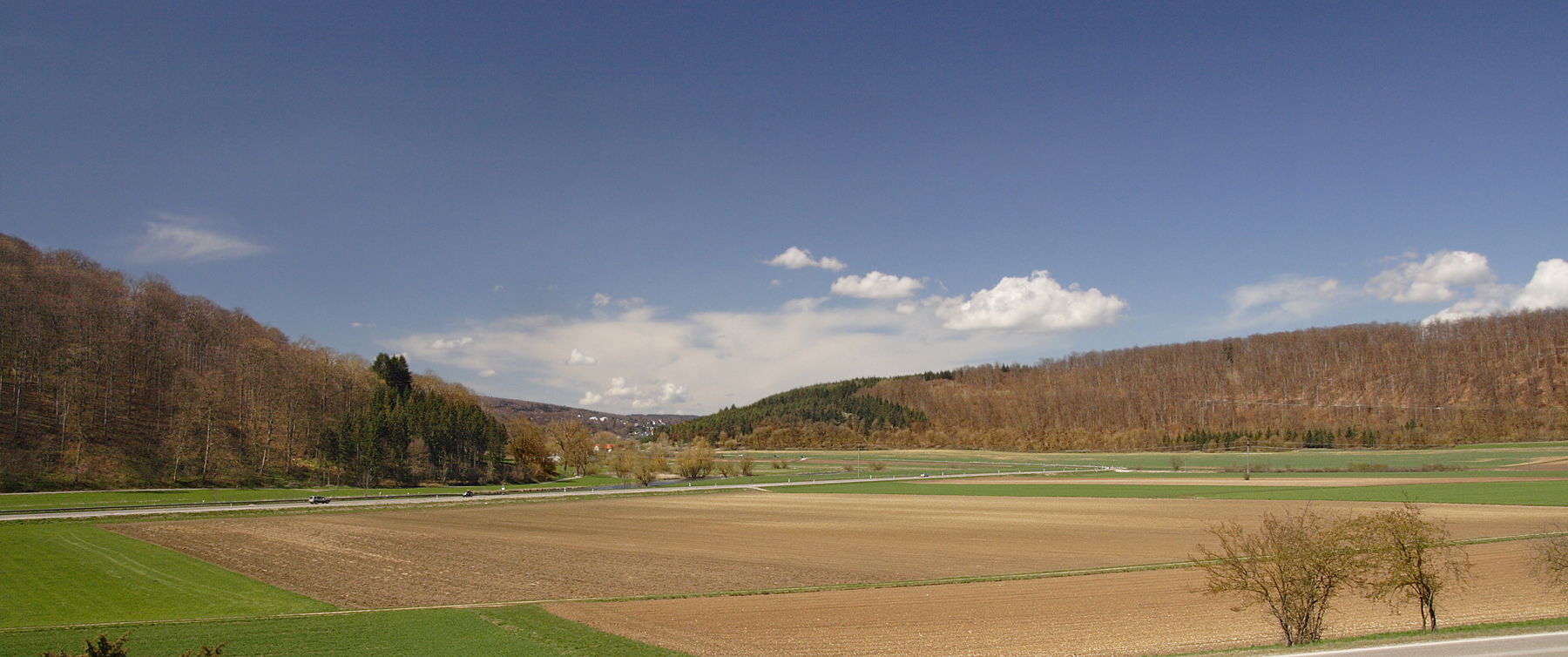
Brenz am Aufhausener Knie schmächtiger Brenz-Bach hinter der Autostraße; hinten: Königsbronn

## Urbrenz-Zubringer seit dem Alttertiär
Das danubische Flusssystem bestand schon weit vor dem Pleistozän. Dies beweisen die höher liegenden fluviatilen Sedimente bei Hinterwald (Gemeinde Bühlerzell) und auf der Schwäbischen Alb, beispielsweise bei Ochsenberg (Gemeinde Königsbronn, um 610 m ü. NN). Dieses Flusssystem entwässerte auch Teile von Osthohenlohe. Äquivalente Ablagerungen dieses Alters sind allerdings in Hohenlohe nicht mehr vorhanden (Schüßler 1999) S. 63.

## Commons Bildmaterial
- Karte mit allen Koordinaten:
- OSM |
- WikiMap